# Amomum molle
Amomum molle är en enhjärtbladig växtart som beskrevs av Henry Nicholas Ridley. Amomum molle ingår i släktet Amomum och familjen Zingiberaceae. Inga underarter finns listade i Catalogue of Life.